# Nikolaï Tsoulyguine
Nikolaï Leonidovitch Tsoulyguine - en russe : Николай Леонидович Цулыгин et en anglais : Nikolai Tsulygin - (né le 29 mai 1975 à Oufa en URSS) est un joueur professionnel russe de hockey sur glace. Il évoluait au poste de défenseur.

## Biographie

### Carrière de joueur
En 1992, il débute avec le Salavat Ioulaïev Oufa dans la Superliga. Il est choisi au cours du repêchage d'entrée 1993 dans la Ligue nationale de hockey par les Mighty Ducks d'Anaheim en 2e ronde, en 30e position. Le 22 octobre 1996, il débute dans la LNH face aux Flyers de Philadelphie. Il remporte la Superliga 2005 avec le HK Dinamo Moscou. Il met un terme à sa carrière en 2008.

### Carrière internationale
Il a représenté la Russie en sélections jeunes.

## Trophées et honneurs personnels
- 2003-2004 : participe au Match des étoiles de la Superliga avec l'équipe Est.

## Statistiques

### En club
| Saison     | Équipe                     | Ligue      |    | Saison régulière | Saison régulière | Saison régulière | Saison régulière | Saison régulière |    | Séries éliminatoires | Séries éliminatoires | Séries éliminatoires | Séries éliminatoires | Séries éliminatoires |
| Saison     | Équipe                     | Ligue      | PJ | B                | A                | Pts              | Pun              | PJ               | B  | A                    | Pts                  | Pun                  |                      |                      |
| 1992-1993  | Salavat Ioulaïev Oufa      | Superliga  | 42 | 5                | 4                | 9                | 21               |                  |    |                      |                      |                      |                      |                      |
| 1993-1994  | Salavat Ioulaïev Oufa      | Superliga  | 43 | 0                | 14               | 14               | 24               |                  |    |                      |                      |                      |                      |                      |
| 1994-1995  | Salavat Ioulaïev Oufa      | Superliga  | 13 | 2                | 2                | 4                | 10               | --               | -- | --                   | --                   | --                   |                      |                      |
| 1994-1995  | CSKA Moscou                | Superliga  | 16 | 0                | 0                | 0                | 12               | --               | -- | --                   | --                   | --                   |                      |                      |
| 1995-1996  | Bandits de Baltimore       | LAH        | 78 | 3                | 18               | 21               | 109              | 12               | 0  | 5                    | 5                    | 18                   |                      |                      |
| 1996-1997  | Komets de Fort Wayne       | LIH        | 5  | 2                | 1                | 3                | 8                | --               | -- | --                   | --                   | --                   |                      |                      |
| 1996-1997  | Bandits de Baltimore       | LAH        | 17 | 4                | 13               | 17               | 8                | 3                | 0  | 0                    | 0                    | 0                    |                      |                      |
| 1996-1997  | Mighty Ducks d'Anaheim     | LNH        | 22 | 0                | 1                | 1                | 8                | --               | -- | --                   | --                   | --                   |                      |                      |
| 1997-1998  | Mighty Ducks de Cincinnati | LAH        | 77 | 5                | 31               | 36               | 63               | --               | -- | --                   | --                   | --                   |                      |                      |
| 1998-1999  | Salavat Ioulaïev Oufa      | Superliga  | 27 | 4                | 9                | 13               | 40               | --               | -- | --                   | --                   | --                   |                      |                      |
| 1998-1999  | Komets de Fort Wayne       | LIH        | 17 | 1                | 4                | 5                | 8                | --               | -- | --                   | --                   | --                   |                      |                      |
| 1999-2000  | Ak Bars Kazan              | Superliga  | 19 | 1                | 6                | 7                | 18               |                  |    |                      |                      |                      |                      |                      |
| 2000-2001  | Severstal Tcherepovets     | Superliga  | 10 | 2                | 2                | 4                | 6                |                  |    |                      |                      |                      |                      |                      |
| 2000-2001  | Salavat Ioulaïev Oufa      | Superliga  | 34 | 3                | 5                | 8                | 46               |                  |    |                      |                      |                      |                      |                      |
| 2001-2002  | Salavat Ioulaïev Oufa      | Superliga  | 44 | 3                | 8                | 11               | 12               |                  |    |                      |                      |                      |                      |                      |
| 2002-2003  | Metallourg Magnitogorsk    | Superliga  | 15 | 1                | 2                | 3                | 14               | --               | -- | --                   | --                   | --                   |                      |                      |
| 2002-2003  | Neftekhimik Nijnekamsk     | Superliga  | 19 | 3                | 4                | 7                | 30               | --               | -- | --                   | --                   | --                   |                      |                      |
| 2003-2004  | Neftekhimik Nijnekamsk     | Superliga  | 51 | 7                | 19               | 26               | 54               | 5                | 1  | 1                    | 2                    | 10                   |                      |                      |
| 2004-2005  | Salavat Ioulaïev Oufa      | Superliga  | 47 | 5                | 5                | 10               | 48               | --               | -- | --                   | --                   | --                   |                      |                      |
| 2004-2005  | Dinamo Moscou              | Superliga  | 8  | 0                | 0                | 0                | 8                | 5                | 0  | 1                    | 1                    | 6                    |                      |                      |
| 2005-2006  | Salavat Ioulaïev Oufa      | Superliga  | 37 | 3                | 10               | 13               | 40               | 6                | 0  | 0                    | 0                    | 8                    |                      |                      |
| 2006-2007  | Salavat Ioulaïev Oufa      | Superliga  | 13 | 0                | 1                | 1                | 14               | --               | -- | --                   | --                   | --                   |                      |                      |
| 2006-2007  | Sibir Novossibirsk         | Superliga  | 33 | 0                | 4                | 4                | 36               | 6                | 0  | 0                    | 0                    | 18                   |                      |                      |
| 2007-2008  | Torpedo Nijni Novgorod     | Superliga  | 14 | 0                | 0                | 0                | 12               | --               | -- | --                   | --                   | --                   |                      |                      |
| Totaux LNH | Totaux LNH                 | Totaux LNH | 22 | 0                | 1                | 1                | 8                |                  |    |                      |                      |                      |                      |                      |

### En équipe nationale
| Année | Compétition                 |   | PJ | B | A | Pts | Pun                |  | Résultats |
| 1993  | Championnat d'Europe junior | 6 | 1  | 1 | 2 | 6   | Médaille d'argent  |  |           |
| 1993  | Championnat du monde junior | 5 | 0  | 0 | 0 | 2   | Sixième place      |  |           |
| 1994  | Championnat du monde junior | 7 | 1  | 2 | 3 | 12  | Médaille de bronze |  |           |